# Plymouth Satellite
Plymouth Satellite var en bil som introducerades 1965 Plymouths huvudmodell i den mellanstora Belvedereserien. Bilen fanns också som en "hushållets andrabil" med en lågbudgetmodell. Dessa var alla lackade gröna, saknade bakre fönsterhissar i HT-modellen, ingen klocka på instrumentpanelen samt bara utrustad med en 6-cylinders 225"-motor.